# Гилберт, Пол
Пол Брэндон Гилберт (англ. Paul Brandon Gilbert; род. 6 ноября 1966, Карбондейл, Иллинойс, США) — американский музыкант, гитарист-виртуоз, известный работой с группами Racer X, Mr. Big и своими инструментальными альбомами. Также выступал с Джо Сатриани и Джоном Петруччи в 2007 году в рамках тура G3.
Входит в список величайших гитаристов всех времен по версии журнала Classic Rock.

## Shrapnel Records
Пол впервые обратился к Майку Варни, создателю Shrapnel Records, примерно в 1981—1982 годах с просьбой организовать выступление с Оззи Осборном. Варни сначала не понял, почему Оззи должен захотеть выступить с 15-летним гитаристом, однако, прослушав демо Пола, Майк поверил в него. Они общались последующие 3 года, по прошествии которых Пол переехал в Лос-Анджелес и поступил в GIT (Guitar Institute of Technology). После этого он приступил к записи дебютного альбома Racer X «Street Lethal».

## Racer X
Группа Racer X была основана в 1985 году в Лос-Анджелесе. Её создателями стали Пол Гилберт (гитара), Хуан Альдерет (бас), Гарри Гшоссер (ударные) и Джефф Мартин (вокал). В звучании коллектива заметно большое влияние Judas Priest, а стиль игры Пола во многом был схож со стилем Ингви Мальмстина — гитарные партии Пола содержали множество быстрых и технически сложных соло-партий. Гшоссер покинул группу в 1986 году, ему на замену пришёл Скотт Трэвис (позже присоединившийся к Judas Priest). Также к группе в качестве второго гитариста присоединился музыкант Брюс Бойлетт.
Пол вскоре получил признание как один из быстрейших гитаристов мира благодаря своим партиям из композиций «Technical Difficulties», «Frenzy», «Scarified», «Y.R.O.» и «Scit Scat Wah». В 1988 году Пол покинул Racer X. Ему на замену был взят старый знакомый группы Крис Эрвин. Также в качестве вокалиста к группе присоединился Они Логан (позднее участвовавший в George Lynch’s Lynch Mob), когда Джефф Мартин покинул группу, чтобы играть на ударных в Jake E. Lee’s Badlands, откуда ушел Эрик Сингер, присоединившийся к группе Элиса Купера. Почти сразу после этого группа распалась, чтобы позже воссоединиться в первоначальном составе.
В 1999 году Пол связался со всеми участниками группы, предложив вновь собраться вместе. Все, кроме Брюса Бойлетта, дали согласие, и в середине года был записан альбом Technical Difficulties. Альбом стал золотым в Японии, после чего новый рекорд-лейбл попросил группу продолжить деятельность. В конце 2000 года был выпущен следующий альбом, Superheroes. Этот альбом смикшировал бывший гитарист группы Брюс Бойлетт.
Чтобы получить хорошую прибыль на волне популярности группы в Японии, лейбл Universal Japan предложил записать концерт группы, чтобы выпустить его в форматах CD и DVD. 25 мая 2001 года группа впервые за 13 лет выступила вживую в знаменитом клубе Whisky a Go Go в Лос-Анджелесе. Это выступление было записано и издано в 2002 году в форматах CD и DVD. Концертный альбом получил название Snowball of Doom.
В январе 2002 года группа устроила тур по Японии и Тайваню в поддержку альбомов Superheroes и Snowball of Doom. Группа выступала в костюмах супергероев. Последний концерт тура, в Йокогаме, был спонтанно записан и позже выпущен как концертный альбом Snowball of Doom 2. Год спустя лейбл вновь потребовал от группы записать альбом. В октябре того же года все четверо членов группы собрались в доме Пола в Лас-Вегасе для записи альбома, получившего название Getting Heavier. Альбом продавался вместе с Snowball of Doom 2 в одной упаковке. Альбом имел некоторый успех в Японии, однако некоторые фанаты были недовольны «полегчавшим» саундом альбома, который больше напоминал сольный альбом Гилберта, нежели альбом группы Racer X.
Racer X выступили на международной выставке музыкального оборудования NAMM Show 2009 в Anaheim Convention Center, Анахайм, Калифорния. Энди Тиммонс выступил на разогреве, после него Пол отыграл сольный сет, а в качестве хэдлайнера выступили Racer X. Состав группы на том выступлении: Пол Гилберт (гитара), Скотт Трэвис (ударные), Джефф Мартин (вокал) и Джон Альдрет (бас).

## Mr. Big
Когда Билли Шихэн вышел из состава группы Дэвида Ли Рота в 1988 году, он встретился с Полом, который также ушёл из группы (Racer X). Вместе они основали Mr. Big, взяв Пэта Торпи на ударные и Эрика Мартина на вокал. Группа быстро стала успешной в Японии, а в 1991 — получила мировое признание после выпуска второго альбома Lean Into It. В этом альбоме присутствовала песня «To Be with You», получившая хорошую ротацию на радио и достигшая первого места в чарте Billboard Hot 100.
Гилберт играл в Mr. Big до 1997 года, после чего покинул группу, чтобы начать сольную карьеру. В Mr. Big его заменил Ричи Коцен, однако в 2002 году группа распалась.
В июне 2009 года Mr. Big воссоединились в оригинальном составе и уехали в мировой тур. Они записали новый альбом, продюсером которого выступил Кевин Ширли. Альбом получил название What If… и был выпущен 15 декабря 2010-го в Японии, 21 января 2011-го в Европе и в феврале 2011-го в США. Тур в поддержку альбома стартовал 2 апреля 2011 года в знаменитом The House of Blues, Голливуд, США, после чего были сыграны несколько концертов в Японии. В мае и июне 2011 года тур продолжился в Китае, Корее, Филиппинах и Европе.

## Проекты

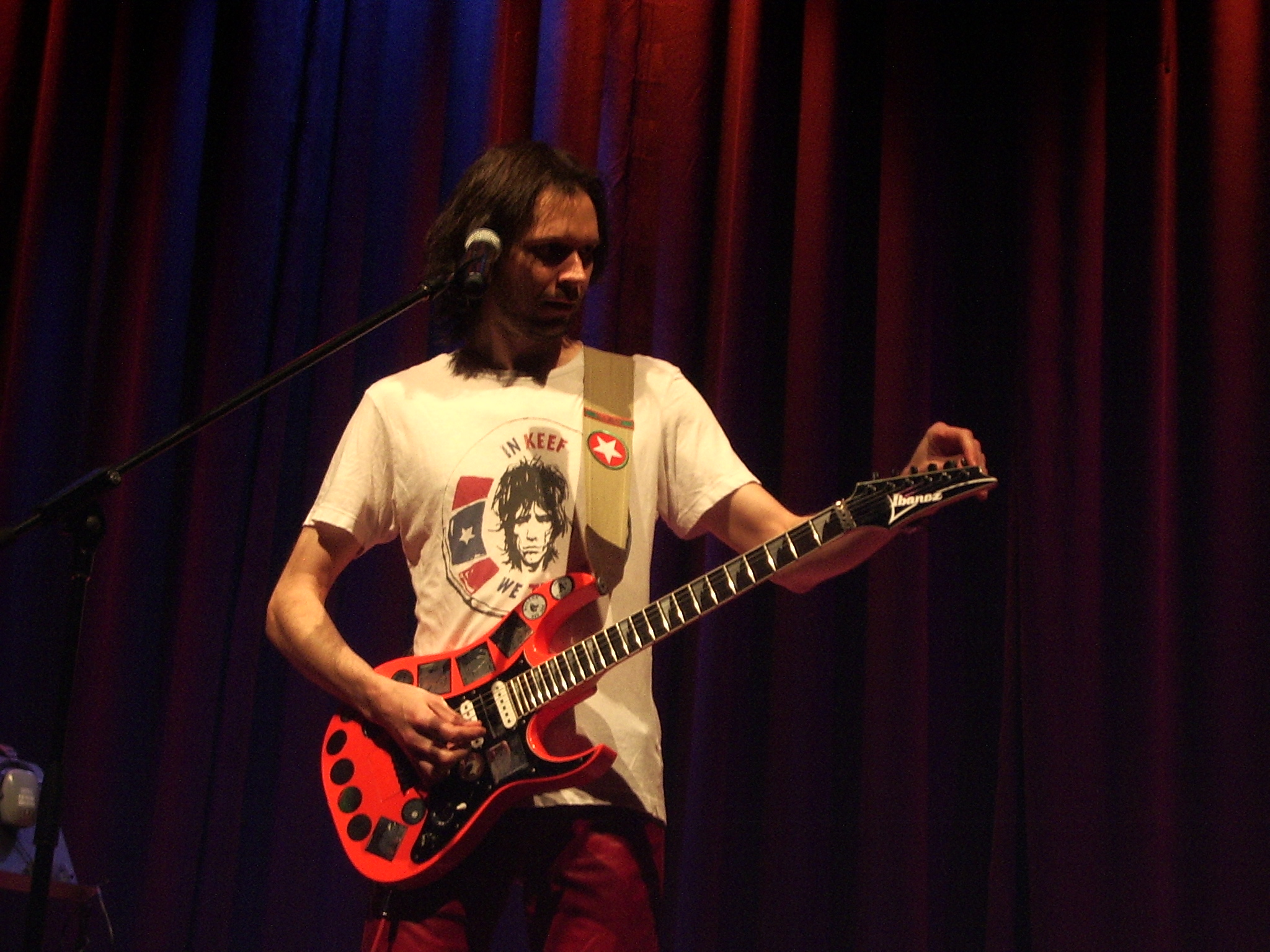
Пол Гилберт 2 марта 2007 года

В мае 2003 года Гилберт отыграл два концерта с группой Yellow Matter Custard, кавер-группой The Beatles, созданной Майком Портным (экс-Dream Theater). Так же в группу вошли Нил Морс (экс-Spock’s Beard) и Мэтт Бисонетт. В феврале 2011 Yellow Matter Custard снова собрались вместе, чтобы отыграть серию концертов 3 Nights Across America. Мэтт Бисонетт не смог выступить с группой, поэтому ему на замену был взят Казим Салтон. Название проекта было взято из песни The Beatles «I Am the Walrus»: «Yellow matter custard, dripping from a dead dog’s eye».
Это не единственный совместный проект Гилберта и Портного. В ноябре 2003 года Пол и Майк вместе с Дейвом ЛаРу и Даниэлем Гильденлёвом создали проект Hammer of the Gods, чтобы устроить трибьют-шоу Led Zeppelin. В том же году Гилберт отправился в тур по Японии. В состав группы вошли Linus Of Hollywood, TJ Helmerich и Скотт Кугэн. Тур проводился в поддержку вышедшего сольных альбомов Пола Burning Organ и Gilbert Hotel и компиляции Paul the Young Dude/The Best of Paul Gilbert. В сентябре 2005 года Гилберт присоединился к Портному, Шону Мэлони и Джейсону МакМастеру для участия в трибьют группе Rush, названной Cygnus and the Sea Monsters. В мае 2006 года Портной, Гилберт, Гари Чероне и Билли Шихэн создали проект Amazing Journey: A Tribute to The Who. Они отыграли три концерта, причём в конце последнего участники группы (за исключением Шихэна) разбили инструменты и аппаратуру и покинули сцену.
Гилберт отметился как приглашенный гитарист в сольном альбоме Нила Морса Sola Scriptura. В 2007 году Пол гастролировал вместе с Брюсом Бойлеттом, чтобы прорекламировать свой первый инструментальный альбом Get Out of My Yard, выпущенный в 2006 году. Жена Пола, Эми Гилберт, исполнила все клавишные партии в альбоме. Гилберт выступал вместе с Джо Сатриани и Джоном Петруччи в рамках проекта G3 в 2007 году. Это был пятый американский и 12-й мировой тур G3 со дня основания проекта.
23 января 2008 года Пол выпустил свой второй инструментальный альбом, Silence Followed by a Deafening Roar. В Европе альбом вышел 31 марта, в США — 8 апреля того же года.
22 октября 2008 года Пол выпустил ещё один сольный альбом, на этот раз с вокалом. В качестве вокалиста выступил Фредди Нельсон (сам Пол исполнил партии бэк-вокала). Альбом получил название United States. Сам Гилберт описал альбом как «смесь Queen и Mr. Big».
В 2009 году вместе с Джорджем Линчем и Ричи Коценом Пол выступил в рамках проекта Guitar Generation.
30 июня 2010 в Японии, а чуть позже в США и Европе, вышел новый сольный альбом Пола, получивший название Fuzz Universe. Это третий полностью инструментальный альбом Пола. В качестве бонус-трека для Японии в альбоме присутствует кавер на Джонни Кэша «Leave That Junk Alone».

## Стиль и влияние
Говоря о музыкантах, наиболее сильно повлиявших на него, Пол отметил множество различных людей: Рэнди Роадса, Эдди Ван Халена, Ингви Мальмстина, Джона Джей Кирби, Тони Айомми, Алекса Лайфсона, Джимми Пейджа, Робина Тровера, Ричи Блэкмора, Пэта Треверса, Гэри Мура, Михаэля Шенкера, Judas Priest, Акиру Такасаки, Стива Кларка, Джими Хендрикса, Kiss и The Ramones. Кроме этого, Пол много раз отмечал, что на него сильно повлиял его дядя Джими Кидд, который и привил юному Полу интерес к гитаре. Кроме того, Пол большой фанат The Beach Boys и The Beatles. На ДВД «Space Ship Live» он отметил, что Джордж Харрисон — один из любимых его гитаристов. Журнал Guitar World признал Гилберта одним из 50 быстрейших гитаристов мира, в этот список так же попали Бакетхэд, Эдди Ван Хален и Ингви Мальмстин.
Пол пишет музыку в широком спектре жанров — поп, рок, блюз, джаз, метал, фанк и даже классическая музыка, однако больше всего он известен своим скоростным стилем игры. Пол говорит, что достигать такой скорости ему помогает отточенная техника переменного штриха и склонность извлекать больше нот именно медиатором, нежели с помощью техники легатной игры.

## Преподавание
Пол вел колонку в британском гитарном журнале Total Guitar, где описывал различные упражнения для развития техники игры. Незадолго до этого он публиковал свои уроки в Guitar Player Magazine (в конце 80х — начале 90х) под общим заголовком «Terrifying Guitar 101». В ноябре 2006 года был опубликован последний урок Пола в Total Guitar, в итоге всего он публиковался там 31 раз. Пол регулярно дает уроки в Guitar Institute of Technology (GIT), кроме этого он почетный декан японского отделения GIT. Кроме этого, известен своими гитарными видеошколами. Сочетание доступности изложения материала и хорошего юмора делает видеошколы Пола очень популярными. Его первое видео «Intense Rock — Sequences & Techniques» по праву считается одной из лучших видеошкол в стиле шред-гитары. Самым известным учеником Пола является Бакетхэд, который в начале своей карьеры брал уроки у Пола.
Сейчас Пол ведет собственную колонку в журнале Guitar World, озаглавленную «Shred Alert».

## Дискография

### Black Sheep
- Trouble In The Streets (1985)

### Racer X
- Street Lethal (1986)
- Second Heat (1988)
- Live Extreme, Volume 1 (1988)
- Live Extreme, Volume 2 (1992)
- Technical Difficulties (1999)
- Superheroes (2000)
- Snowball of Doom (2002)
- Getting Heavier (2002)
- Snowball of Doom 2 (2002)

### Mr. Big
- Mr. Big (1989)
- Raw Like Sushi (1990)
- Lean Into It (1991)
- Raw Like Sushi II (1992)
- Bump Ahead (1993)
- Japandemonium: Raw Like Sushi 3 (1994)
- Channel V at the Hard Rock Live (1996)
- Hey Man (1996)
- Big Bigger Biggest: Greatest Hits (1996)
- What if... (2010)
- …The Stories We Could Tell (2014)
- Defying Gravity (2017)

### Сольные альбомы
- Tribute to Jimi Hendrix (EP) (1991)
- King of Clubs (1998)
- Flying Dog (1998)
- Beehive Live (1999)
- Alligator Farm (2000)
- Raw Blues Power With Jimi Kidd (2002)
- Burning Organ (2002)
- Paul the Young Dude/The Best of Paul Gilbert (2003)
- Gilbert Hotel (2003)
- Acoustic Samurai (2003)
- Space Ship One (2005)
- Get Out of My Yard (2006)
- Tough Eskimo (limited edition EP) (2007)
- Silence Followed by a Deafening Roar (2008)
- United States With Freddie Nelson (2008)
- Fuzz Universe (2010)
- Vibrato (2012)
- Stone Pushing Uphill Man (2014)
- I Can Destroy (2015)
- Behold Electric Guitar (2019)
- Werewolves Of Portland (2021)